# Ryan Donowho
Ryan Donowho (Houston, 20 settembre 1980) è un attore e musicista statunitense.

## Biografia
Nato in Texas, si trasferì a Brooklyn, dove divenne un musicista, suonando in strada o in piccoli club. 
Il nome di suo padre è Wayne, che è anche il secondo nome di Ryan ed ha un fratello maggiore di nome Matthew.
Donowho è conosciuto soprattutto per il suo lavoro nel 2004: Imaginary Heroes, con Emile Hirsch. È stato il fratello di Bobby in Una casa alla fine del mondo (di Michael Mayer 2004).
Per la terza serie di The O.C., i produttori gli hanno assegnato la parte di Johnny Harper.
Ha poi prodotto il suo primo film, The Pacific and Eddy (distribuito nel 2006) ed ha inoltre proseguito la sua carriera da musicista. Ha lavorato al suo primo album solista ed ha anche fatto spettacoli e musica con i Pagoda di  Michael Pitt (The Dreamers e Last Days).
Nel 2007 è il batterista del gruppo rock Pagoda. "Ho conosciuto questi ragazzi che suonavano secchi e frigoriferi ", ha detto Ryan in un'intervista con ElleGirl nella loro pubblicazione del febbraio 2006. "È stato il mio unico reddito per anni e anni."
Sta anche lavorando ad un album da solista e producendo un disco per il rapper Scavone.

## Filmografia
- Bringing rain (2003)
- The Mudge Boy, regia di Michael Burke (2003)
- Una casa alla fine del mondo (A Home at the End of the World), regia di Michael Mayer (2004)
- Imaginary Heroes, regia di Dan Harris (2004)
- Broken Flowers, regia di Jim Jarmusch (2005)
- Strangers with Candy - serie TV (2005)
- The O.C. (11 episodi) - serie TV (2005/2006)
- The favor (2006)
- In from the night (2006)
- Flakes, regia di Michael Lehmann (2007)
- The Pacific and Eddy (2007)
- Sleepwalkers (2007)
- Bandslam - High School Band (Bandslam), regia di Todd Graff (2009)
- Altitude (2010)
- Transit, regia di Antonio Negret (2012)
- Cabin Fever 3: Patient Zero, regia di Kaare Andrews (2014)